# Фотофізичний процес
Фотофізичний процес (англ. photophysical process, рос. фотофизический процесс) — фотозбудження та наступні процеси, що переводять молекулярну частинку (чи тверде тіло) з одного електронного стану в інший електронний стан шляхом випромінювальних чи безвипромінювальних переходів. Хімічні перетворення при цьому не відбуваються.

## Загальний опис
Фотофізичні процеси визначаються взаємним розташуванням енергетичних рівнів, які відповідають різних електронним станам молекули, та ймовірностями (або константами швидкостей) переходу молекули з одного стану у інший.
У основному електронному стані {\displaystyle S_{0}} ароматичні молекули мають парне число електронів й сумарний спін, рівний нулю, — це синглетний стан молекули. Вільні радикали мають непарне число електронів й спін, рівний 1/2; бірадикали мають парне число електронів та спін, рівний 1. За низьких температур аж до кімнатної заселені майже винятково нульові коливальні рівні молекули. При поглинанні кванту світла у видимій або ультрафіолетовій області спектру молекула переходить у один із збуджених синглетних станів {\displaystyle S_{1},S_{2},...,S_{n}.} При цьому заселяються вищі коливальні рівні цих станів. Такий стан молекули отримав назву франк-кондонівського стану. За час порядку {\displaystyle 10^{-12}-10^{-13}} сек відбувається перехід на нульовий коливальний рівень збудженого електронного стану — процес, який носить назву конверсії. Якщо молекула в результаті поглинання квнту опинилася у стані {\displaystyle S_{2}} або більш високому, то перехід у стан {\displaystyle S_{1}} відбувається без випромінювання за час порядку {\displaystyle 10^{-11}-10^{-13}} сек.

## Флуоресценція
Квантовий вихід флуоресценції представляє відношення числа випромінених квантів світла з стану {\displaystyle S_{1}} до числа поглинутих квнтів світла. Зокрема, коли ймовірність випромінення кванту флуоресценції визначається лише трьома переходами:
1) повернення у стан {\displaystyle S_{0}} без випромінення
2) повернення до стану {\displaystyle S_{0}} із випроміненням кванту світла флуоресценції
3) ізоенергетичний перехід на один з високих коливальних рівнів низнього триплетного стану {\displaystyle T_{1}} із наступною швидкою ({\displaystyle 10^{-13}} сек) внутрішньою конверсією на нульовий коливальний рівень цього стану. Перехід із стану {\displaystyle S} у стан {\displaystyle T} або із стану {\displaystyle T} у стан {\displaystyle S} називається інтерконверсією (або інтеркомінаційним переходом).
Якщо константи цих переходів позничити відповідно {\displaystyle k_{SS},k_{\text{фл}},k_{ST},} то для цього часткового випадку квантовий вихід флуоресфенції {\displaystyle \Phi _{\text{фл}}} визначається співвідношенням
{\displaystyle \Phi _{\text{фл}}={\frac {k_{\text{фл}}}{k_{SS}+k_{\text{фл}}+k_{ST}}}.}
Час флуоресфенції {\displaystyle t_{\text{фл}}}виражається через ті самі константиЦ:
{\displaystyle t_{\text{фл}}={\frac {1}{k_{SS}+k_{\text{фл}}+k_{ST}}}.}
З цих рівнянь слідує, що
{\displaystyle \Phi _{\text{фл}}=t_{\text{фл}}/t_{\text{фл}}^{0},}
де {\displaystyle t_{\text{фл}}^{0}=1/k_{\text{фл}}} — мінімальний випромінювальний час життя збудженого стану. Ця величина може бути обчислена з спектру поглинання по формулі теорії випромінювання.
Універсальне співвідношення Степанова (співвідношення Кеннарда-Степанова) — співвідношення між спектрами поглинання й люмінесценції складних молекул. Воно виражає в узагальненому вигляді спектрально-енергетичні характеристики люмінесценції складних молекул (такі, як правило Стокса) й є аналогом закону випромінювання Кірхгофа, встановлюючи зв'язок між потужністю люмінесценції й теплового випромінювання системи.